# Boglárkák
A boglárkák (valódi boglárkák, sokboglárú lepkék, boglárkaformák, Polyommatinae) a rovarok (Insecta) osztályának a lepkék (Lepidoptera) rendjébe, ezen belül a valódi lepkék (Glossata) alrendjébe tartozó boglárkalepke-félék (Lycaenidae) családjának egyik alcsaládja. (Nem tévesztendők össze a hasonnevű boglárka növénynemzetség fajaival.)

## Megjelenésük, felépítésük
Hímjeik rendszerint kékek vagy liláskékek, a nőstények pedig barnák – de van néhány olyan faj, amelyben a két ivar közel azonos színezetű. Szárnyaik fonákján számos szemfoltocska található; ezek mintázata fontos rendszertani bélyeg (Ronkay, 1986).

## Rendszertani helyük, felosztásuk
A boglárkalepke-félék rendszertana messzemenően nem tisztázott: az egyes szerzők már az alcsaládokat is rendkívül eltérő módon adják meg. Ha a boglárkákat az itt megadott módon alcsaládnak tekintjük, akkor azon belül négy nemzetséget és 12 nemzetségen kívüli nemet különíthetünk el:
- Candalidini nemzetség 9 nemmel:
  - Adaluma
  - Candalides
  - Cyprotides
  - Erina
  - Holochila
  - Microscena
  - Nesolycaena
  - Polycyma
  - Zetona
- Lycaenesthini nemzetség 7 nemmel:
  - Anthe
  - Cupidesthes
  - Lycaenesthes
  - Neurellipes
  - Neurypexina
  - Pseudoliptena
  - Triclema
- Niphandini nemzetség 1 nemmel:
  - Niphanda
- Boglárka-rokonúak (Polyommatini) nemzetség 120 nemmel (felsorolásukat lásd a nemzetségnél)
- nemzetségen kívül 12 nem:
  - Alpherakya
  - Boliviella
  - Cherchiella
  - Facula
  - Glabroculus
  - Ityloides
  - Maslowskia
  - Nivalis
  - Pallidula
  - Patricius
  - Plebejides
  - Umpria

## Magyarországon is élő fajok, alfajok
- szerecsenboglárka (Aricia agestis Denis & Schiffermüller, 1775)
- bükki boglárka (Aricia artaxerxes issekutzi Balogh, 1956)
- gólyaorr-boglárka (Aricia eumedon (Esper, 1780)
- bengeboglárka (Celastrina argiolus L., 1758)
- palakék ékesboglárka (Cupido alcetas Hoffmannsegg, 1804)
- ékes boglárka (Cupido argiades, Pallas, 1771)
- fakó boglárka (Cupido decolorata Staudinger, 1886)
- törpeboglárka (Cupido minimus Fuessly, 1775)
- hegyi törpeboglárka (Cupido osiris Meigen, 1829)
- nagyszemes boglárka (Glaucopsyche alexis Poda, 1761)
- magyar óriásboglárka (Iolana iolas Ochsenheimer, 1816)
- farkos boglárka (Lampides boeticus L., 1767)
- farkos boglárka (Leptotes pirithous L., 1767)
- nagyfoltú hangyaboglárka (türkiz-hangyaboglárka, Maculinea arion L., 1758)
- szürkés hangyaboglárka (Maculinea alcon Denis & Schiffermüller, 1775)
- nagypettyes boglárka (Maculinea arion, Phengaris arion, Glaucopsyche arion L., 1758)
- azúrkék hangyaboglárka (Maculinea arion ligurica Wagner, 1904))
- sötét hangyaboglárka (Maculinea nausithous Bergsträsser, 1779)
- kispettyes boglárka (vérfű-hangyaboglárka, Maculinea teleius Bergsträsser, 1779)
- ezüstös boglárka (Plebeius argus L., 1758)
- csillogó boglárka (Plebeius argyrognomon Bergsträsser, 1779)
- északi boglárka (Plebeius idas L., 1758)
- fóti boglárkalepke (Plebeius sephirus Frivaldszky, 1835)
- barna bundásboglárka (Polyommatus admetusEsper, 1783)
- csillogó boglárkalepke (Polyommatus amandus Schneider, 1792)
- égszínkék boglárka (Polyommatus bellargus Rottemburg, 1775)
- ezüstkék boglárka (Polyommatus coridon Poda, 1761)
- csíkos boglárka (Polyommatus damon Denis & Schiffermüller, 1775)
- csipkés boglárka (Polyommatus daphnis Denis & Schiffermüller, 1775)
- mezei boglárka (Polyommatus dorylas  Denis & Schiffermüller, 1775)
- közönséges boglárka (Polyommatus icarus Rottemburg, 1775)
- aprószemes boglárka (Polyommatus semiargus Rottemburg, 1775)
- ibolyaszín boglárka (Polyommatus thersites Cantener, 1835)
- szemes boglárka (Scolitantides orion Pallas, 1771)
- apró boglárka (Scolitantides schiffermuelleri (=vicrama) Hemming, 1929)